# Love Is Blind (film, 1913)
Love is blind est un film muet américain réalisé par Allan Dwan et sorti en 1913.

## Synopsis
Lady Mayne, qui vit avec sa fille et sa nièce dans sa demeure des collines, souhaite y accueillir le fils de Berryman, Jack. Ce dernier est aveugle. La propriétaire a pour but d'arranger un mariage entre sa fille et son hôte. Mais celui-ci tombe amoureux de la nièce...

## Fiche technique
- Titre : Love is blind
- Réalisation : Allan Dwan
- Genre : Film dramatique
- Production : American Film Company
- Distribution : Mutual Film
- Date de sortie :
  - États-Unis : 22 février 1913

## Distribution
- J. Warren Kerrigan : Jack Berryman
- Louise Lester : Lady Mayne
- Pauline Bush : sa nièce
- Jessalyn Van Trump : sa fille
- James Harrison : Jimmy Harrison
- William Tedmarsh : le valet